# Athenaea schottiana
Athenaea schottiana är en potatisväxtart som beskrevs av Sendt. Athenaea schottiana ingår i släktet Athenaea och familjen potatisväxter. Inga underarter finns listade i Catalogue of Life.